# Düsseldorfer Turn- und Sportverein Fortuna 1895 1972-1973
Questa voce raccoglie le informazioni riguardanti il Düsseldorfer Turn- und Sportverein Fortuna 1895 nelle competizioni ufficiali della stagione 1972-1973.

## Stagione
Nella stagione 1972-1973 il Fortuna Düsseldorf, allenato da Heinz Lucas, concluse il campionato di Bundesliga al 3º posto. In Coppa di Germania il Fortuna Düsseldorf fu eliminato al primo turno dal Wuppertal. In Coppa di Lega il Fortuna Düsseldorf fu eliminato nella fase a gironi.

## Rosa
| N. |                     | Ruolo | Calciatore       |
| -- | ------------------- | ----- | ---------------- |
|    | Germania (bandiera) | P     | Kurt Büns        |
|    | Germania (bandiera) | P     | Wilfried Woyke   |
|    | Germania (bandiera) | D     | Heiner Baltes    |
|    | Germania (bandiera) | D     | Peter Biesenkamp |
|    | Germania (bandiera) | D     | Fred Hesse       |
|    | Germania (bandiera) | D     | Egon Köhnen      |
|    | Germania (bandiera) | D     | Hans-Georg Kraus |
|    | Germania (bandiera) | D     | Werner Kriegler  |
|    | Germania (bandiera) | D     | Werner Lungwitz  |
|    | Germania (bandiera) | D     | Klaus Senger     |
|    | Germania (bandiera) | C     | Benno Beiroth    |

| N. |                     | Ruolo | Calciatore         |
| -- | ------------------- | ----- | ------------------ |
|    | Germania (bandiera) | C     | Dieter Brei        |
|    | Germania (bandiera) | C     | Klaus Budde        |
|    | Germania (bandiera) | C     | Leonhard Helmreich |
|    | Germania (bandiera) | C     | Hans Schulz        |
|    | Germania (bandiera) | C     | Gerd Zewe          |
|    | Germania (bandiera) | A     | Hans-Joachim Abel  |
|    | Grecia (bandiera)   | A     | Maik Galakos       |
|    | Germania (bandiera) | A     | Reiner Geye        |
|    | Germania (bandiera) | A     | Dieter Herzog      |
|    | Germania (bandiera) | A     | Bernd Kipp         |
|    | Germania (bandiera) | A     | Peter Sichmann     |

## Organigramma societario
Area tecnica
- Allenatore: Heinz Lucas
- Allenatore in seconda:
- Preparatore dei portieri:
- Preparatori atletici:

## Calciomercato

### Sessione estiva
| Acquisti | Acquisti       | Acquisti                | Acquisti |
| R.       | Nome           | da                      | Modalità |
| -------- | -------------- | ----------------------- | -------- |
| A        | Maik Galakos   | VfB Bottrop             |          |
| A        | Bernd Kipp     | Eintracht Gelsenkirchen |          |
| A        | Peter Sichmann | VfL Klafeld             |          |
| C        | Gerd Zewe      | Borussia Neunkirchen    |          |

| Cessioni | Cessioni       | Cessioni             | Cessioni |
| R.       | Nome           | a                    | Modalità |
| -------- | -------------- | -------------------- | -------- |
| A        | Herbert Gronen | Schwarz-Weiß Bregenz |          |
| D        | Klaus Iwanzik  | TuS Lingen           |          |
| A        | Lothar Weschke | Röchling Völklingen  |          |

### Sessione invernale
| Acquisti | Acquisti    | Acquisti          | Acquisti |
| R.       | Nome        | da                | Modalità |
| -------- | ----------- | ----------------- | -------- |
| C        | Dieter Brei | Arminia Bielefeld |          |

| Cessioni | Cessioni | Cessioni | Cessioni |
| R.       | Nome     | a        | Modalità |
| -------- | -------- | -------- | -------- |

## Risultati

### Bundesliga

#### Girone di andata
| Arbitro: | Klauser |

|                       |           |                               |
| Brück 31’ Sziedat 50’ | Marcatori | 2’ Budde 40’ Herzog 71’ Hesse |

| Arbitro: | Gabor |

|                |           |             |
| Budde 78’, 88’ | Marcatori | 24’ Pröpper |

| Arbitro: | Tschenscher |

|                                   |           |           |
| Kremers 20’ Braun 54’ Kremers 62’ | Marcatori | 86’ Budde |

| Arbitro: | Roth |

|                             |           |                             |
| Lungwitz 7’ (rig.) Geye 66’ | Marcatori | 26’ Hölzenbein 43’ Kliemann |

| Arbitro: | Seiler |

|                                |           |                               |
| Heynckes 22’ Danner 74’ (rig.) | Marcatori | 37’ Geye 44’ Hesse 61’ Köhnen |

| Arbitro: | Dittmer |

|                                                             |           |           |
| Lungwitz 27’ (rig.) Budde 43’, 54’, 87’ Baltes 76’ Zewe 88’ | Marcatori | 63’ Frank |

| Duisburg 14 ottobre 1972, ore 15:30 CET 7ª giornata | Duisburg | 0 – 0 referto | Fortuna Düsseldorf | Wedaustadion (31 000 spett.)\| Arbitro: \| Basedow \| |
| Arbitro:                                            | Basedow  |               |                    |                                                       |

| Arbitro: | Geng |

|                             |           |                       |
| Kaltz 15’ (aut.) Schulz 35’ | Marcatori | 8’ Volkert 10’ Zaczyk |

| Arbitro: | Zühlke |

|                        |           |                    |
| Denz 59’ Deterding 77’ | Marcatori | 5’ Schulz 51’ Zewe |

| Arbitro: | Wengenmayer |

|               |           |           |
| Geye 10’, 36’ | Marcatori | 75’ Hošić |

| Arbitro: | Tschenscher |

|                             |           |                        |
| Zewe 23’ Budde 26’ Geye 49’ | Marcatori | 63’ Thielen 89’ Bläser |

| Arbitro: | Schumann |

|                       |           |               |
| Walitza 21’ Wosab 68’ | Marcatori | 32’, 56’ Geye |

| Arbitro: | Lutz |

|                         |           |  |
| Zewe 22’ Biesenkamp 43’ | Marcatori |  |

| Arbitro: | Horstmann |

|                                 |           |                         |
| Hoeneß 55’, 62’ Beckenbauer 68’ | Marcatori | 47’ Biesenkamp 50’ Geye |

| Arbitro: | Klauser |

|                       |           |              |
| Zewe 5’, 72’ Geye 74’ | Marcatori | 12’ Tenhagen |

| Arbitro: | Geng |

|            |           |                               |
| Laumen 87’ | Marcatori | 54’ Schulz 65’ Budde 86’ Geye |

| Arbitro: | Riegg |

|                         |           |  |
| Herzog 58’ Kriegler 90’ | Marcatori |  |

#### Girone di ritorno
| Arbitro: | Ohmsen |

|                                             |           |            |
| Lungwitz 34’ (rig.) Biesenkamp 37’ Geye 72’ | Marcatori | 70’ Müller |

| Arbitro: | Schulenburg |

|            |           |          |
| Stöckl 45’ | Marcatori | 17’ Geye |

| Arbitro: | Roth |

|           |           |            |
| Budde 50’ | Marcatori | 47’ Scheer |

| Arbitro: | Lutz |

|                         |           |            |
| Nickel 10’ Rohrbach 39’ | Marcatori | 62’ Schulz |

| Arbitro: | Frickel |

|           |           |                              |
| Budde 39’ | Marcatori | 15’, 56’ Heynckes 52’ Jensen |

| Arbitro: | Linn |

|                           |           |                     |
| Frank 25’ (rig.) Haug 29’ | Marcatori | 27’ Budde 58’ Hesse |

| Arbitro: | Hilker |

|                      |           |            |
| Schulz 54’ Budde 64’ | Marcatori | 67’ Linßen |

| Arbitro: | Aldinger |

|                       |           |            |
| Memering 2’ Hönig 90’ | Marcatori | 23’ Schulz |

| Arbitro: | Riegg |

|  |           |              |
|  | Marcatori | 3’ Stegmayer |

| Arbitro: | Betz |

|             |           |          |
| Pirrung 44’ | Marcatori | 72’ Zewe |

| Arbitro: | Tschenscher |

|              |           |  |
| Lauscher 84’ | Marcatori |  |

| Arbitro: | Redelfs |

|          |           |           |
| Geye 18’ | Marcatori | 24’ Hartl |

| Arbitro: | Basedow |

|                     |           |            |
| Ritschel 16’ (rig.) | Marcatori | 36’ Herzog |

| Düsseldorf 19 maggio 1973, ore 15:30 CET 31ª giornata | Fortuna Düsseldorf | 0 – 0 referto | Bayern Monaco | Rheinstadion (45 000 spett.)\| Arbitro: \| Schulenburg \| |
| Arbitro:                                              | Schulenburg        |               |               |                                                           |

| Arbitro: | Geng |

|  |           |                          |
|  | Marcatori | 52’, 88’ Geye 57’ Schulz |

| Arbitro: | Klauser |

|                   |           |           |
| Zewe 45’ Geye 53’ | Marcatori | 31’ Weist |

| Arbitro: | Betz |

|            |           |                    |
| Bründl 23’ | Marcatori | 18’ Zewe 63’ Budde |

### Coppa di Germania
| Arbitro: | Aldinger |

|                                       |           |  |
| Kohle 39’ (rig.) Pröpper 42’ Jung 89’ | Marcatori |  |

| Arbitro: | Kindervater |

|                 |           |  |
| Herzog 19’, 75’ | Marcatori |  |

### Coppa di Lega
| Arbitro: | Lüling |

|  |           |                                     |
|  | Marcatori | 66’ Hesse 72’ Biesenkamp 79’ Herzog |

| Arbitro: | Ricker |

|                         |           |  |
| Köhnen 63’ Kriegler 73’ | Marcatori |  |

| Arbitro: | Wichmann |

|                               |           |                       |
| Herzog 11’ Budde 71’ Geye 81’ | Marcatori | 84’ (rig.) Kapellmann |

| Arbitro: | Waltert |

|                              |           |  |
| Zimmermann 28’ Kucharski 70’ | Marcatori |  |

| Arbitro: | Hamer |

|                                                    |           |            |
| Kapellmann 20’, 25’ (rig.) Thielen 37’ Glowacz 77’ | Marcatori | 62’ Schulz |

| Arbitro: | Fork |

|                                    |           |                             |
| Budde 3’, 33’ Herzog 70’, 76’, 81’ | Marcatori | 49’ Richter 90’ Pittscheidt |

## Statistiche

### Statistiche di squadra
| Competizione      | Punti | In casa | In casa | In casa | In casa | In casa | In casa | In trasferta | In trasferta | In trasferta | In trasferta | In trasferta | In trasferta | Totale | Totale | Totale | Totale | Totale | Totale | DR  |
| Competizione      | Punti | G       | V       | N       | P       | Gf      | Gs      | G            | V            | N            | P            | Gf           | Gs           | G      | V      | N      | P      | Gf     | Gs     | DR  |
| ----------------- | ----- | ------- | ------- | ------- | ------- | ------- | ------- | ------------ | ------------ | ------------ | ------------ | ------------ | ------------ | ------ | ------ | ------ | ------ | ------ | ------ | --- |
| Bundesliga        | 42    | 17      | 10      | 5       | 2       | 34      | 19      | 17           | 5            | 7            | 5            | 28           | 26           | 34     | 15     | 12     | 7      | 62     | 45     | +17 |
| Coppa di Germania | -     | 1       | 1       | 0       | 0       | 2       | 0       | 1            | 0            | 0            | 1            | 0            | 3            | 2      | 1      | 0      | 1      | 2      | 3      | -1  |
| Coppa di Lega     | -     | 3       | 3       | 0       | 0       | 10      | 3       | 3            | 1            | 0            | 2            | 4            | 6            | 6      | 4      | 0      | 2      | 14     | 9      | +5  |
| Totale            | 42    | 21      | 14      | 5       | 2       | 46      | 22      | 21           | 6            | 7            | 8            | 32           | 35           | 42     | 20     | 12     | 10     | 78     | 57     | +21 |

### Andamento in campionato
| Giornata  | 1 | 2 | 3 | 4 | 5 | 6 | 7 | 8 | 9 | 10 | 11 | 12 | 13 | 14 | 15 | 16 | 17 | 18 | 19 | 20 | 21 | 22 | 23 | 24 | 25 | 26 | 27 | 28 | 29 | 30 | 31 | 32 | 33 | 34 |
| --------- | - | - | - | - | - | - | - | - | - | -- | -- | -- | -- | -- | -- | -- | -- | -- | -- | -- | -- | -- | -- | -- | -- | -- | -- | -- | -- | -- | -- | -- | -- | -- |
| Luogo     | T | C | T | C | T | C | T | C | T | C  | C  | T  | C  | T  | C  | T  | C  | C  | T  | C  | T  | C  | T  | C  | T  | C  | T  | T  | C  | T  | C  | T  | C  | T  |
| Risultato | V | V | P | N | V | V | N | N | N | V  | V  | N  | V  | P  | V  | V  | V  | V  | N  | N  | P  | P  | N  | V  | P  | P  | N  | P  | N  | N  | N  | V  | V  | V  |
| Posizione | 7 | 5 | 8 | 8 | 4 | 2 | 2 | 3 | 2 | 2  | 2  | 2  | 2  | 2  | 2  | 2  | 2  | 2  | 2  | 2  | 2  | 2  | 2  | 2  | 3  | 4  | 5  | 5  | 5  | 5  | 5  | 5  | 4  | 3  |

Legenda:

Luogo: C = Casa; T = Trasferta. Risultato: V = Vittoria; N = Pareggio; P = Sconfitta.

### Statistiche dei giocatori
| Giocatore     | Bundesliga | Bundesliga | Bundesliga  | Bundesliga | Coppa di Germania | Coppa di Germania | Coppa di Germania | Coppa di Germania | Coppa di Lega | Coppa di Lega | Coppa di Lega | Coppa di Lega | Totale   | Totale | Totale      | Totale     |
| Giocatore     | Presenze   | Reti       | Ammonizioni | Espulsioni | Presenze          | Reti              | Ammonizioni       | Espulsioni        | Presenze      | Reti          | Ammonizioni   | Espulsioni    | Presenze | Reti   | Ammonizioni | Espulsioni |
| ------------- | ---------- | ---------- | ----------- | ---------- | ----------------- | ----------------- | ----------------- | ----------------- | ------------- | ------------- | ------------- | ------------- | -------- | ------ | ----------- | ---------- |
| H. Abel       | 2          | 0          | 0           | 0          | 0                 | 0                 | 0                 | 0                 | 0             | 0             | 0             | 0             | 2        | 0      | 0           | 0          |
| H. Baltes     | 7          | 1          | 0           | 0          | 0                 | 0                 | 0                 | 0                 | 2             | 0             | 0             | 0             | 9        | 1      | 0           | 0          |
| B. Beiroth    | 1          | 0          | 0           | 0          | 0                 | 0                 | 0                 | 0                 | 1             | 0             | 0             | 0             | 2        | 0      | 0           | 0          |
| P. Biesenkamp | 29         | 3          | 0           | 0          | 2                 | 0                 | 0                 | 0                 | 6             | 1             | 0             | 0             | 37       | 4      | 0           | 0          |
| D. Brei       | 15         | 0          | 0           | 0          | 0                 | 0                 | 0                 | 0                 | 0             | 0             | 0             | 0             | 15       | 0      | 0           | 0          |
| K. Budde      | 34         | 14         | 0           | 0          | 2                 | 0                 | 0                 | 0                 | 6             | 3             | 0             | 0             | 42       | 17     | 0           | 0          |
| K. Büns       | 1          | 0          | 0           | 0          | 2                 | 0                 | 0                 | 0                 | 1             | 0             | 0             | 0             | 4        | 0      | 0           | 0          |
| M. Galakos    | 2          | 0          | 0           | 0          | 0                 | 0                 | 0                 | 0                 | 2             | 0             | 0             | 0             | 4        | 0      | 0           | 0          |
| R. Geye       | 32         | 16         | 0           | 0          | 2                 | 0                 | 0                 | 0                 | 6             | 1             | 0             | 0             | 40       | 17     | 0           | 0          |
| L. Helmreich  | 7          | 0          | 0           | 0          | 0                 | 0                 | 0                 | 0                 | 5             | 0             | 0             | 0             | 12       | 0      | 0           | 0          |
| D. Herzog     | 34         | 3          | 0           | 0          | 2                 | 2                 | 0                 | 0                 | 6             | 5             | 0             | 0             | 42       | 10     | 0           | 0          |
| F. Hesse      | 34         | 3          | 0           | 0          | 2                 | 0                 | 0                 | 0                 | 6             | 1             | 0             | 0             | 42       | 4      | 0           | 0          |
| B. Kipp       | 0          | 0          | 0           | 0          | 0                 | 0                 | 0                 | 0                 | 0             | 0             | 0             | 0             | 0        | 0      | 0           | 0          |
| H. Kraus      | 7          | 0          | 0           | 0          | 0                 | 0                 | 0                 | 0                 | 0             | 0             | 0             | 0             | 7        | 0      | 0           | 0          |
| W. Kriegler   | 34         | 1          | 0           | 0          | 2                 | 0                 | 0                 | 0                 | 6             | 1             | 0             | 0             | 42       | 2      | 0           | 0          |
| E. Köhnen     | 10         | 1          | 0           | 0          | 0                 | 0                 | 0                 | 0                 | 6             | 1             | 0             | 0             | 16       | 2      | 0           | 0          |
| W. Lungwitz   | 27         | 3          | 0           | 0          | 2                 | 0                 | 0                 | 0                 | 1             | 0             | 0             | 0             | 30       | 3      | 0           | 0          |
| H. Schulz     | 29         | 7          | 0           | 0          | 2                 | 0                 | 0                 | 0                 | 2             | 1             | 0             | 0             | 33       | 8      | 0           | 0          |
| K. Senger     | 22         | 0          | 0           | 0          | 2                 | 0                 | 0                 | 0                 | 2             | 0             | 0             | 0             | 26       | 0      | 0           | 0          |
| P. Sichmann   | 0          | 0          | 0           | 0          | 0                 | 0                 | 0                 | 0                 | 3             | 0             | 0             | 0             | 3        | 0      | 0           | 0          |
| W. Woyke      | 33         | 0          | 0           | 0          | 1                 | 0                 | 0                 | 0                 | 5             | 0             | 0             | 0             | 39       | 0      | 0           | 0          |
| G. Zewe       | 34         | 9          | 0           | 0          | 2                 | 0                 | 0                 | 0                 | 6             | 0             | 0             | 0             | 42       | 9      | 0           | 0          |